# اینورکارگیل
اینورکارگیل (به انگلیسی:Invercargill) جنوبی‌ترین و غربی‌ترین شهر نیوزیلند، و یکی از جنوبی‌ترین شهرهای دنیاست. این منطقه مرکز تجاری در سرزمین جنوب است و مرکز استان سوتلند در جنوب نیوزیلند میباشد.
1. ↑  "Population estimate tables - NZ.Stat". Statistics New Zealand. Retrieved 22 October 2020.